# Broadmeadows
Broadmeadows är en förort till Melbourne i Australien. Den ingår i City of Hume och ligger omkring 16 km nordväst om Melbournes centrala affärsdistrikt. Antalet invånare är 9 985 (2015).
Runt Broadmeadows är det mycket tätbefolkat, med 3 249 invånare per kvadratkilometer.. Närmaste större samhälle är Melbourne, omkring 15 kilometer söder om Broadmeadows. 
Runt Broadmeadows är det i huvudsak tätbebyggt. Genomsnittlig årsnederbörd är 971 millimeter. Den regnigaste månaden är juni, med i genomsnitt 115 mm nederbörd, och den torraste är januari, med 34 mm nederbörd.